# صمام قلبي

تحركات الصمام التاجي والصمام ثلاثي الشرفات في الموجات فوق الصوتية ثلاثية الأبعاد.

الصَّمَّامُ القَلْبِيُّ أو الصمام الأذيني  يسمح للدم بالتدفق عبر حجرات القلب باتجاه واحد فقط. صمامات القلب الأربعة الحيوية لها أهمية في قلب الثدييات حيث تحدد اتجاه عبور الدم في القلب وتمنع تدفق الدم رجوعاً، فهي تُفتح وتُغلق كرد فعل لتغيرات الضغط على جوانبها المتقابلة.
يمكن تصنيف صمامات القلب إلى مجموعتين:
- الصمامات الأذينية البطينية التي تفصل بين الأذينين والبطينين هي:

1. الصمام ثلاثي الشرفات بين البطين الأيمن والأذين الأيمن.
2. الصمام التاجي بين البطين الأيسر والأذين الأيسر.

- الصمامات الهلالية التي تفصل بين البطين والشريان الرئوي أو الشريان الأبهري هما:

1. صمام رئوي بين البطين الأيمن والشريان الرئوي.
2. صمام أبهري بين البطين الأيسر والشريان الأبهري.

يظهر شكل من أشكال المرض عندما يتعطل عمل الصمام ويسمح ببعض الدم بالتدفق بالاتجاه الخاطئ، وهذا ما يسمى القلس.

## الصمامات الأذينية البطينية

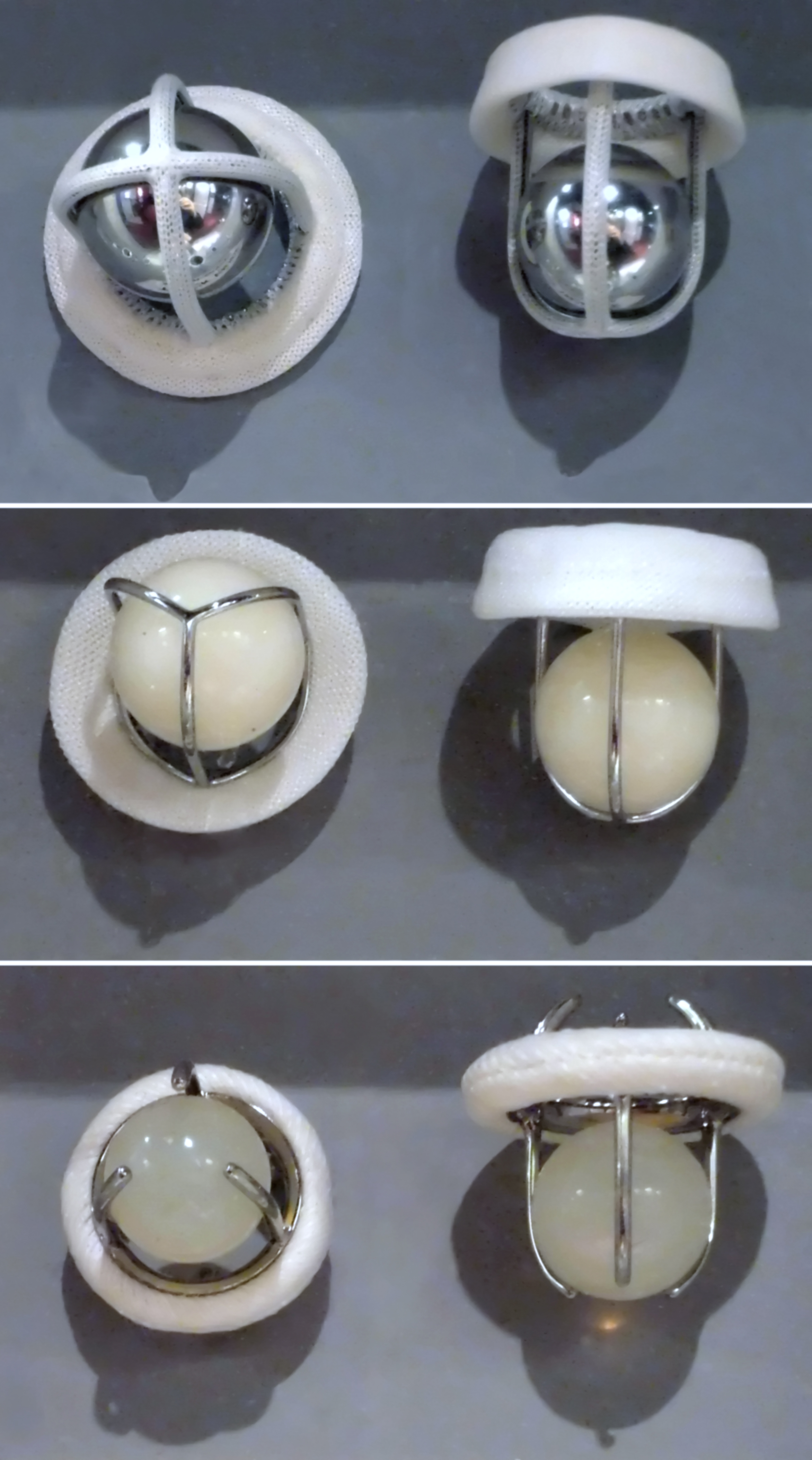
أنواع مختلفة من الصمامات الاصطناعية

وهي تعتبر صمامات صغيرة تمنع من التدفق المعاكس للدم من البطين إلى الأذين أثناء انقباض عضلة القلب، يرتكز هذان الصمامان على جدار البطينين عبر حبالٍ وترية تمنع الصمام من الانعكاس.
الحبال الوترية ترتبط بعضلات حليمية التي تسبب الضغط لتمسك الصمام بشكل أفضل، وكلا العضلات الحليمية والحبال الوترية يعرفون باسم «جهاز تحت الصمام» (subvalvular apparatus).
إن وظيفة «جهاز تحت الصمام» هو المحافظة على الصمامات من التدلي داخل الأذينين عند إغلاقهما. مع العلم أن جهاز تحت الصمام ليس لديه أي تأثير على وظيفة الفتح والإغلاق في الصمامات، التي تحدث كليّاً (أي الفتح والإغلاق) بسبب الضغط المتدرج عبر الصمام.
الإغلاق في الصمامات الأذينية البطينية (AV valves) يسمع كـ الصوت القلب الأول (S1)

### الصمام (الدسام) التاجي
الصِمَام المِترالي (وفق المعجم الطبي الموحد) (بالإنجليزية: mitral valve)‏ أو الصمام ثنائي الشرف (لأنه يتكون من شرفتين)، سمي بهذا الاسم لأنه يشبه تاج الأسقف (باللاتينية: mitra). فهو يسمح للدم بالتدفق من الأذين الأيسر إلى البطين الأيسر ويوجد في القسم الأيسر من القلب.
قد تسبب الحمى الروماتيزمية (الرثوية) مضاعفات تؤدي إلى زيادة سماكة وتضييق في الصمام التاجي.

### الصمام (الدسام) ثلاثي الشرف
الدسام ثلاثي الشرف أو الصمام ثلاثي الشرف (بالإنجليزية: Tricuspid valve)‏ هو الصمام الواقع في القسم الأيمن من القلب بين الأذين الأيمن والبطين الأيمن حيث يمنع الدم من التدفق المعاكس بينهما. يحتوي الدسام ثلاثي الشرف على ثلاث شرف تتصل بثلاث عضلات حليمية بواسطة الحبال الوترية.

## الصمامات الهلالية

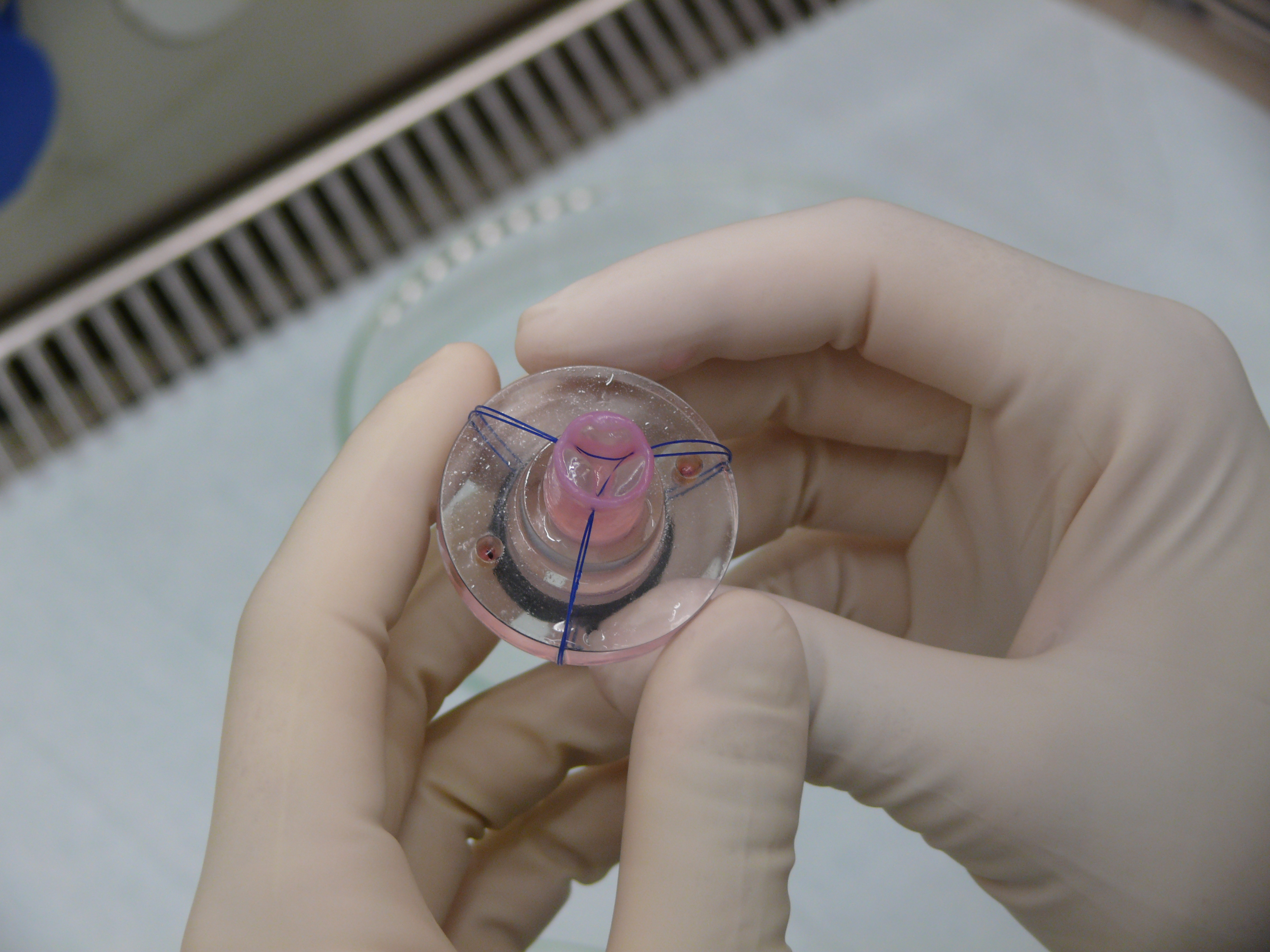
صمام اصطناعي

يوجد هذان الصمامان في قاعدة الشريان الرئوي والشريان الأبهري، يأخذ الشريانان الدم من البطينين، يقوم هذان الصمامان بإجبار الدم على الخروج إلى الشريانين، ويمكنهما منعه من العودة إلى البطينين. وهذه الصمامات لا تملك حبال وترية، وهي تشبه الصمامات التي في الأوردة أكثر من الصمامات الأذينية البطينية.

### الصمام الأبهري

الصمام الأبهري

الصمام الأبهري (بالإنجليزية: Aortic valve)‏ يمتد بين البطين الأيسر والشريان الأبهري. الصمام الأبهري لديه ثلاث شرف، أثناء الانقباض البطيني يزيد الضغط في البطين الأيسر. عندما يزيد الضغط في البطين الأيسر أكثر من الشريان الأبهري، يفتح الصمام الأبهري، سامحاً للدم بالخروج من البطين الأيسر إلى الشريان الأبهري. عندما ينتهي الانقباض البطيني، ينخفض الضغط في البطين الأيسر بسرعة. عندما ينخفض الضغط في البطين الأيسر، يجبر الضغط في الشريان الأبهري على إغلاق الصمام الأبهري. الإغلاق في الصمام الأبهري يساهم في المكون A2 في صوت القلب الثاني (S2).
الشذوذ الخلقي الأكثر شيوعاً في القلب هو الصمام الأبهري ثنائي الشرف، في هذه الحالة بدلاً من ثلاث شرف، يكون الصمام الأبهري يتألف من شرفتين. هذه الحالة غالباً لا تشخّص إلى أن يحدث تضيق كلسي للأبهر. التضيق الأبهري يظهر في هذه الحالة عادةً للمرضى بين سن الـ 40-50 سنة، كمعدل بـ 10 سنوات أبكر من الناس الذين لديهم صمام أبهري عادي.

### الصمام الرئوي
الصمام الرئوي (بالإنجليزية: Pulmonary valve)‏ هو الصمام الهلالي الذي يمتد بين البطين الأيمن والشريان الرئوي، ولديه ثلاث شرف، كالصمام الأبهري، الصمام الأذيني يفتح في الانقباض البطيني عندما يزيد الضغط في البطين الأيمن أكثر من الضغط في الشريان الرئوي. في نهاية الانقباض البطيني، عندما ينخفض الضغط في البطين الأيمن بسرعة، الشريان الرئوي يغلق الصمام الرئوي. الإغلاق في الصمام الرئوي يساهم في المكون (P2) في صوت القلب الثاني (S2).
القلب الأيمن يعتبر ذو نظام منخفض الضغط، لذا المكون (P2) في صوت القلب الثاني، يأتي عادةً أكثر ليوناً من المكون (A2) في صوت القلب الثاني. لكن على الرغم من ذلك يعتبر طبيعياً من الناحية الفيزيوليجية أن نسمع في بعض الناس الصغار المكونان بشكل منفصل أثناء الاستنشاق.

## أمراض صمامات القلب

### الأعراض
من المحتمل ألَّا تظهر أية أعراض على المصابين بمرض صمام القلب لسنوات. من مؤشرات مرض الصمام الأورطي وأعراضه ما يلي:
- عندما يستمع الطبيب بسماعته الطبية للقلب سيجد صوتًا غير طبيعي (النفخة القلبية)
- ألم الصدر
- انتفاخ البطن (يحدث بكثرة في حالات قلس الصمام الثلاثي الشرفات المتقدمة)
- الإرهاق
- ضيق النفس، وخاصة عندما تكون نشيطًا أو مستلقيًا
- تورُّم الكاحلين والقدمين
- دوار
- إغماء
- عدم انتظام ضربات القلب

### متى يجب زيارة الطبيب
إذا كنت مُصابًا بالنفخة القلبية، فقد يُوصيك الطبيب بزيارة طبيب القلب. وإذا ظهرت عليك أي أعراض قد تُوحي بإصابتك بمرض صمام القلب، فاستشِر طبيبك.

## الأسباب
يحتوي القلب على أربعة صمامات وظيفتهاهي العمل على تنظيم سير وتدفق الدم بالشكل السليم، والصمامات الأربعة هم: الصمام المترالي والصمام ثلاثي الشرفات والصمام الرئوي والصمام الأورطي، كل صمام بهم يحتوي على طيات تفتح وتغلق مرة واحدة أثناء كل نبضة قلبية، ولكن في بعض الأحيان الصمامات لا تفتح أو تغلق بالشكل السليم مما يؤدي إلى تعطيل تدفق الدم من القلب إلى الجسم.
وقد تظهر أمراض صمامات القلب عند الولادة (خلقية)، أو قد تصيب البالغين نتيجة العديد من الأسباب والحالات، كالعدوى وأمراض القلب الأخرى.
قد تتضمن اضطرابات صمامات القلب:
- القلس: وفي هذه الحالة، لا تُقفل طيات الصمامات بصورة صحيحة؛ مما يتسبب في تسرب الدم في القلب إلى الوراء. يحدث هذا عادةً بسبب بروز طيات الصمام للخلف، وهي حالة مرضية تُعرف بالتدلّي.[14]
- التضيق: في تضيق الصمام، تصبح طيات الصمام سميكة أو متيبسة، وقد تلتحم معًا. ويؤدي ذلك إلى فتحة صمام أكثر ضيقًا وانخفاض تدفق الدم عبر الصمام.[15]
- الرتق: في هذه الحالة، يوجد تشوُّه في الصمام، وتمنع طبقة صلبة من الأنسجة تدفق الدم بين حجرات القلب.

## عوامل الخطر
هناك عدة عوامل يمكن أن تزيد من خطر الإصابة بأمراض صمام القلب، ومنها:
- كِبَر السن
- تاريخ أنواع معينة من العدوى يُمكن أن تُؤثر على القلب
- تاريخ أنواع معينة من أمراض القلب أو النوبات القلبية
- ارتفاع ضغط الدم وارتفاع نسبة الكوليستيرول في الدم والسُّكَّري وعوامل خطر أمراض القلب الأخرى
- حالات القلب الموجودة عند الولادة (مرض القلب الخلقي)

## المضاعفات
يمكن أن يسبِّب مرض صِمام القلب العديدَ من المضاعفات التي قد تؤدي إلى الوفاة، ومن بينها ما يلي:
- فشل القلب
- السَّكتة الدماغية
- الجلطات الدموية
- عدم انتظام ضربات القلب

## أول عملية في الشرق الأوسط لاستبدال صمام القلب التاجي عبر الجلد
قام فريق أطباء القلب في قسم الطب الداخلي في المركز الطبي في الجامعة الأميركية في بيروت (AUBMC)، بإجراء أول #عملية غير جراحية في المنطقة لاستبدال #صمام القلب التاجي عبر الجلد من خلال إدخال صمام. أجريت العملية على سيدة مسنّة مصابة ب#تضيق تاجي شديد، مما أدى إلى تعذر إمكان تكرار عملية جراحية لاستبدال الصمام التاجي بالطرق التقليدية كما لم تكن هناك خيارات جراحية أخرى متوافرة.
أجرى العملية مدير البرنامج الهيكلي الدكتور في قسم جراحة القلب، فادي صوايا، بالتعاون مع فريق متعدد الاختصاصات يتألف من نائب الرئیس التنفیذي للشؤون الطبیة والمدیر المؤسس لمركز القلب والأوعیة الدمویة السریریة الدكتور زياد غزال، والأستاذين المشاركين في الطب السريري الدكتور برنارد أبي صالح والدكتور حسين إسماعيل واختصاصي التخدير الأستاذ المساعد الدكتور جان بيريسيان.

## تفاصيل عملية استبدال الصمام التاجي
أوضح الدكتور صوايا أن «استبدال الصمام التاجي لإدخال صمام عبر الجلد هو إجراء متقدم وفريد من نوعه خاصة للمرضى غير القادرين على تحمل عمليات القلب المفتوح المتكررة»، مضيفاً «مستمرّون بسعينا لتقديم آخر التقنيات وأحدث التكنولوجيات في مجال جراحة القلب والشرايين لمرضانا في المركز الطبي في الجامعة الأميركية في بيروت ولبنان لكي يحظوا بالعلاجات الأكثر تقدماً».
تعتبر عملية استبدال الصمام التاجي عبر إدخال صمام عبر الجلد جراحة غير غازية لإصلاح الصمام التاجي باستخدام القسطرة يوصى بها للمرضى الذين خضعوا سابقاً لعملية قلب مفتوح لتغيير صمام القلب التاجي بصمامات القلب الحيوية أو البيولوجية، وهي عادةً ما تكون عرضة للتلف. فبدلاً من إجراء عملية القلب المفتوح لاستبدال الصمام التاجي التالف مرّة أخرى، يستبدل الصمام التاجي البيولوجي التالف من خلال زرع الصمام الأبهري عبر القسطرة وتثبيته داخل الصمام المعرّض للتلف.